# Cyrtomium elongatum
Cyrtomium elongatum är en träjonväxtart som beskrevs av S. K. Wu, P.K.Lôc. Cyrtomium elongatum ingår i släktet Cyrtomium och familjen Dryopteridaceae. Inga underarter finns listade.